# Hassan Zaouche
Pour les articles homonymes, voir Famille Zaouche.
Hassan Zaouche, né en 1840 à Tunis et décédé en 1882 à La Marsa, est un général tunisien.

## Biographie
Issu d'une famille du makhzen beylical, il est élevé au palais de Ksar Saïd et s'engage dans les rangs de l'armée beylicale tunisienne. Il est le frère du général Tahar Zaouche.
Il est élevé au grade de colonel (emiralay) en 1862. Il exerce d'abord les fonctions d'aide de camp de Sadok Bey, avant d'être promu général de la garde du bey. En 1868, il est élevé le même jour que son frère Tahar au grade de général de brigade (emirliwa) chargé de la levée des impôts.
Hassan Zaouche conduit diverses missions diplomatiques en Europe, notamment en France et en Italie. Le 18 septembre 1875, il est fait commandeur de l'ordre de Saint-Charles, par Charles III, prince souverain de Monaco. Il s'agit des relations les plus anciennes établies entre la régence de Tunis et la principauté de Monaco.  
Propriétaire terrien, Hassan Zaouche fait édifier un palais à La Marsa, acquis en 1960 par l'archevêché et l'Union des sœurs blanches qui y font édifier un groupe scolaire au sein du domaine. Une rue desservant le palais porte son nom.
Il a vingt ans à la mort de son père. Il épouse une Italienne à l'âge de 27 ans et ils ont trois enfants : le général Béchir, Kalthoum et Mohamed-Rachid Zaouche.